# Ognéville
Ognéville är en kommun i departementet Meurthe-et-Moselle i regionen Grand Est (tidigare regionen Lorraine) i nordöstra Frankrike. Kommunen ligger i kantonen Vézelise som tillhör arrondissementet Nancy. År 2022 hade Ognéville 91 invånare.

## Befolkningsutveckling
Antalet invånare i kommunen Ognéville
| Referens: INSEE |